# Grundüberholung
Die Grundüberholung bezeichnet eine besonders umfangreiche Instandhaltungsmaßnahme. Sie umfasst die weitestgehende Zerlegung des Fahrzeugs, Gerätes oder der Anlage, eine besonders gründliche Prüfung der Komponenten, beispielsweise Rissprüfungen und eine Anpassung an den Stand der Technik. Im Gegensatz zu anderen Instandhaltungsmaßnahmen werden nicht nur Verschleißteile, sondern alle Komponenten, von denen der Ablauf der Lebensdauer angenommen wird, gewechselt.